# Liev Schreiber
Liev Schreiber (San Francisco, Califòrnia, 4 d'octubre de 1967) és un actor, director, guionista i productor estatunidenc. L'any 2005 va fer el seu debut a la direcció amb la pel·lícula Everything Is Illuminated, protagonitzada per Elijah Wood. L'any 2000 va estar nominat al Globus d'Or al millor actor en minisèrie o telefilm i al Primetime Emmy al millor actor principal en una sèrie o pel·lícula limitada o antològica per la seva actuació a RKO 281.

## Filmografia
La seva filmografia inclou títols com:
| - 1994: Un dia de bojos (Mixed Nuts) - 1996: The Daytrippers - 1996: Big Night - 1996: Scream - 1996: Rescat (Ransom) - 1997: Scream 2 - 1998: Esfera (Sphere) - 1998: Twilight - 1998: Fantasmes (Phantoms) - 1998: Desert Blue - 1998: Des que vau marxar (Since You've Been Gone) - 1999: Il·lusions d'un mentider (Jakob the Liar) - 1999: A Walk on the Moon | - 1999: The Hurricane - 1999: RKO 281 - 2000: Hamlet - 2000: Scream 3 - 2001: La Kate i en Leopold (Kate & Leopold) - 2004: The Manchurian Candidate - 2005: Tot està il·luminat (Everything Is Illuminated) - 2006: El vel pintat (The Painted Veil) - 2007: Love in the Time of Cholera - 2008: Resistència (Defiance) - 2010: X-Men Origins: Wolverine - 2010: Salt | - 2010: Repo Men - 2013: Movie 43 - 2013: El majordom (The Butler) - 2014: El cas Fischer (Pawn Sacrifice) - 2015: Spotlight - 2015: Creed - 2016: La cinquena onada (The 5th Wave) - 2016: Chuck - 2018: Isle of Dogs - 2019: Dia de pluja a Nova York (A Rainy Day in New York) - 2020: The French Dispatch - 2021: Don't Look Up |